# Wow! Wow! Wubbzy!
A Wow! Wow! Wubbzy! egy amerikai, gyermekeknek készült, oktató, Flash animációs sorozat, melyet Bob Boyle készített el. A sorozatot a Bardel Entertainment animálta, melyhez felhasználta a Toon Boom és az Adobe Flash szoftvereket, A sorozatot a Bardel Entertainment animálta, melyhez felhasználta a Toon Boom és az Adobe Flash szoftvereket, a létrehozásban pedig a Bolder Media és a Starz Media is segített, a munkát pedig a Film Roman fogta össze. Boyle eredetileg könyv formájában adta be az ötletet a Frederator Studiosnak, a Bolder Media vezető kreatív csoportjának. Miután több mint 6000 gyerekkönyvi ötletet átnéztek, az ő ötletét találták annyira jónak, hogy abból az iskolás korúnál fiatalabbak számára animációs rajzfilm készüljön. Bob Boyle, Susan Miller, Mark Warner és Fred Seibert coltak a végrehajtó csapat tagjai.
A sorozat 2006. augusztus 28-án indult, és két évad, 52, egyenként két szegmenst tartalmazó epizód után 2010,. február 21-én ért véget. A sorozat tulajdonosa és terjesztője a Starz Media, és ő válogatta ki, melyik részek kerültek adásba a Starz Kids & Family csatornáján. A sorozat Emmy-díjat, Telly díjat, a Woob Idolért KidScreen Best TV Movie díjat kaopott, és szerepelt benne Beyoncé),

## Jellemzés
A sorozat egy sárga, kör alakú, futóegérre hasonlító karakterre összpontosít, akit Wubbzynak hívnak, akinek az egyik barátja egy nyúlszerű lény, Widget, aki szeret építeni. Hozzájuk tartozik még a medveszerű okos Walden, a második évadban pedig hozzájuk csatlakozik a kiskutya kinézetű, a virágokat kedvelő Daizy. Ők mindannyian Wuzzleburg kitalált városában laknak, ahol mindenféle lény él, mindenféle esemény megtörténik, leginkább Wubbzyval. 

## Epizódok
A sorozat legtöbb epizódjának a végén mindig olyan, az adott részhez kapcsolódó dalok vannak, melyek témája közt megtalálhatók a közösségi képességek, mint például a barátság.

## Karakterek

### Főszereplők
- Wubbzy (hangja az USA-ban Grey DeLisle az Egyesült Királyságban Janet James) egy gyerekes, barátságos, futóegér-alakú lény az emlősök valamelyik fajából. Kicsi és aranyos. Megszállottja a farkának. Widget, Daizy, Huggy, Buggy, Earl, Walden, Chef Fritz, Old Lady Zamboni, Sparkle, Shimmer, és Shine a barátai.
- Widget (hangja az USA-ban Lara Jill Miller és Julie-Ann Dean au Egyesült Királyságban.) egy nyúlszerű teremtmény, mely szeret építkezni. Általában építő, mindenféle dolgot szokott építeni. Rózsaszín, és déli akcentussal beszél.
- Walden (hangja az USA-ban Carlos Alazraqui az egyesült Királyságban pedig Wayne Forester) egy okos, medve szabású lény ausztrál akcentussal. Ő egy olyan tudós, aki szereti a természettudományokat. Ő az egyetlen olyan főszereplő, akinek férfi a szinkronhangja.
- Daizy (hangja az USA-ban Tara Strong, az Egyesült Királyságban pedig Lynn Cleckner) egy gyermeteg, kiskutyára hasonlító lény. Wubbzy szomszédja és Widget, Walden, valamint Wubbzy legjobb barátja, és ahogy azt a nevéből sejteni lehet, szereti a virágokat. A 2. évadban mutatták be.

### Mellékszereplők
- Buggy (hangja az USA-ban Grey DeLisle, az Egyesült Királyságban pedig Janet James) egy teknősszerű lény, aki Huggy és Earl legjobb barátja.
- Huggy (hangja az USA-ban Lara Jill Miller az Egyesült Királyságban pedig Julie-Ann Dean) egy világoskék színű lakó, aki Buggy és Earl egyik legjobb barátja.
- Earl (hangja az USA-ban Carlos Alazraqui az Egyesült Királyságban pedig Wayne Forester) egy narancssárga lakos, aki Huggy és Buggy egyik legjobb barátja.
- Kooky Kid (hangja az USA-ban Grey DeLisle, az Egyesült Királyságban pedig Janet James) egy narancssárga teremtmény, aki mindig akkor jelenik meg, mikor valami bizarr dolog történik, és mindig tekergeti az ujját.
- Sparkle (hangja Grey DeLisle) világoskék lakos, a Wubb Girlz tagja.
- Shimmer (hangja Tara Strong) világoskék lakos, a Wubb Girlz tagja.
- Shine (hangja Beyoncé) világoskék lakos, a Wubb Girlz tagja.

### Visszatérő szereplők
- Ty Ty The Tool Guy (hangja Ty Pennington) egy narancssárga lakos, aki szerepelt a Ty Ty The Tool Guy című részben.
- Policeman (hangja Carlos Alazraqui) egy világos narancssárga lakos, aki Wuzzleburg rendőre.
- Chef Fritz (hangja Carlos Alazraqui) egy narancssárga főnök, aki Wuzzleburg vezetője.
- News Reporter (hangja az USA-ban Carlos Alazraqui, az Egyesült Királyságban pedig Wayne Forester) Wuzzleburg riportere, a Widget Gets The Blooey Blues és a Wubbzy Tells A Whopper részekben szerepelt.
- Miss Bookfinder (hangja Grey DeLisle) a Wuzzleburgi Könyvtár könyvtárosa. Először az "A Little Help From Your Friends" című epizódban tűnik fel.
- Moo Moo the Magician (hangja az USA-ban Carlos Alazraqui, az Egyesült Királyságban pedig Wayne Forester) Wuzzleburg varázslója. Először a "Magic Tricks" részben tűnik fel, ahol segít Wubbzy lakosainak megtanulni néhány varázslatot.

## Sugárzása
Az első részt 2006. augusztus 28-án kezdték el vetíteni, és 2008. június 20-án ért véget. A sorozat tulajdonosa a Starz Media, és a legtöbb területen ők a terjesztők is. A Starz Kids & Family kiválasztott epizódokat adott le, és exkluzivitásuk volt az egyiok speciális rész, a Wubbzy's Big Movie! vetítésére. Az USA-ban a Nickelodeon szerezte meg a sorozat 52, normál hosszúságú epizódjának a levetítésére. Az új részek 2006. augusztus 28. és 2010 között kerültek levetítésre, de 2009-ben szünetelt a vetítés. Hétköznap reggelenként a Nick Jr. műsorblokk alatt került adásba. Az utolsó részt a Nickelodeon 2010. december 10-én adták le. A sorozatot a Nick Jr. csatorna 2009. és 2014. április 14. között megismételte. Ekkor jártak le a Nickelodeon jogai az Amerikai Egyesült Államokban. A Nick Jr. weboldaláról minden említést eltávolítottak. Onnantól kezdve a Starz Media az egyetlen forgalmazó világszerte.